# Артем'єва Зінаїда Андріївна
Зінаїда Андріївна Артем'єва (нар. 29 травня 1910 — пом. 11 листопада 1997) — українська радянська шахістка.
 Дворазова чемпіонка УРСР (1936, 1938), представляла Київ. Дружина математика і шахіста Йосипа Погребиського. 
Разом із чоловіком похована на 38-му квадраті Востряковського кладовища Москви.

## Турнірні результати
| Рік  | Місце проведення | Турнір                 | Результат | +  | — | = | Місце        |
| ---- | ---------------- | ---------------------- | --------- | -- | - | - | ------------ |
| 1935 | Київ             | 1-й чемпіонат України  | 6 з 14    |    |   |   | 8 — 9        |
| 1936 | Київ             | 2-й чемпіонат України  | 9 з 12    |    |   |   | — 3          |
| 1937 | Київ             | 3-й чемпіонат України  | 12 з 15   | 11 | 2 | 2 | Silver       |
|      | Ростов-на-Дону   | 5-й чемпіонат СРСР     | 5 з 15    | 2  | 7 | 6 | 12           |
| 1938 |                  | 4-й чемпіонат України  | 10½ з 15  | 8  | 2 | 5 | — 3          |
| 1948 | Київ             | 8-й чемпіонат України  | 9 з 13    | 7  | 2 | 4 | — 3          |
| 1949 | Київ             | 9-й чемпіонат України  | 6½ з 11   | 3  | 1 | 7 | — 5          |
| 1950 | Київ             | 10-й чемпіонат України | 9 з 14    | 6  | 2 | 6 | 4 — 5        |
| 1952 | Київ             | 12-й чемпіонат України | 10 з 15   | 6  | 1 | 8 | Bronze       |
| 1953 | Київ             | 13-й чемпіонат України | 7½ з 17   | 5  | 7 | 5 | 11 — 13      |
| 1954 | Київ             | 14-й чемпіонат України | 8 з 14    | 5  | 3 | 6 | 7            |
| 1955 | Київ             | 15-й чемпіонат України | 4½ з 14   | 2  | 7 | 5 | 13           |
| 1958 | Київ             | 18-й чемпіонат України | 8½ з 17   |    |   |   | 11           |
| 1959 | Київ             | 19-й чемпіонат України | 8 з 17    | 5  | 6 | 6 | 11 — 12      |
| 1960 | Київ             | 20-й чемпіонат України | 3½ з 17   |    |   |   | 18           |
| 1961 | Київ             | 21-й чемпіонат України | 6½ з 16   | 3  | 6 | 7 | між 11 та 16 |